# Анизеиконија
Анизеиконија (аniseiconia) јесте разлика у величини и облику слика на мрежњачи оба ока - једно око види добро, друго око слабо. Због потешкоћа у спајању слика код ове аномалије долази до поремећаја у бинокуларном виду. Може се појавити као тотална разлика између два ока или као разлика у одређеном меридијану.  Ако су величине очне слике једнаке на оба ока, стање је познато као изеиконија.    
Најчешћи узрок неједнаке величине слике је разлика у диоптријама између очију од најмање 3 диоптрије.

## Историја
Иако је поремећаји бинокуларне перцепције у величине слике кроз историју медицине пријављиван током векова, термин„  анизеиконија први су увели у клиничку праксу Ото Баркан и К. Ц. Бранденбург 1935. године, а потом и Ланкастер 1938. године.

## Етиологија
Величину слике мрежњаче одређују многи фактори. Један од њих је величина и положај објекта који се испитује јер утиче на карактеристике светлости која улази у систем. Корективна сочива утичу на ове карактеристике и обично се користе за исправљање рефракционих грешака . Оптика ока, укључујући њену моћ преламања и аксијалну дужину, такође игра главну улогу у величини слике мрежњаче.
Анизеиконија се може јавити природно или може бити изазвана вештачки исправљањем рефракционе аномалије ока, обично анизометропије (са значајно различитим рефракционим грешкама између сваког ока) или антиметропије (код кратковидости на једном оку и далековидости  на другом оку.) 
Меридионална анизеиконија  настаје када се разлике у рефракцији јављају само на једном меридијану ока (нпр код астигматизма).
Један од узрока значајне анизометропије и касније анизеиконије  је афакија, код које пацијент немају кристална сочива. Кристално сочиво се често уклања због такозваних замућења  или катаракте . Одсуство овог сочива доводи код пацијента до појаве изржене хиперметропије (далековидости) у том оку.  
Анизеиконија мрежњаче настаје услед померања напред, истезања или едема мрежњаче.

## Клиничка слика
До 7% разлике у величини слике пацијенти са анизеиконијом добро толерише.  Ако повећање разлика постане претерано, ефекат може изазвати:
- диплопију ,
- потискивање ,
- дезоријентацију ,
- напрезање очију ,
- главобољу,
- вртоглавицу и поремећај равнотеже.[6]

Симптоми астенопије  се могу јавити чак и ако је разлика у величини слике мања од 7%.

## Дијагноза
Начин да се демонстрира анизеиконија је држање блиског предмета посматрања (нпр оловке или прста), на око 6 центиметара, директно испред једног ока. Тада испитаник наизменично  затвара једно па друго око. Особа треба да примети да се предмет посматрања чини већим оку испред ње. Када се овај објекат посматра са оба ока, види се са малом количином анизеиконије. Принципи који стоје иза ове демонстрације су повећање релативног растојања (ближи објекти изгледају већи) и асиметрична конвергенција (циља није на истој удаљености од сваког ока). 

## Терапија
Како код ове аномалије вида наочари не могу исправити разлику у величини слике, у терапији се препоручује корекција диоптрије на површини ока контактним сочивима или трајном, оперативном ласерском корекцијом диоптрије и уградњом специјалних сочива у око.  Ако се терапија спроведе у каснијим годинама, код овако слабовидог ока, ласерска корекција ће „скинути диоптрију“, али неће значајно побољшати видну оштрину, јер че око  остати слабовидо због кашњења у корекцији диоптрије.